# LORAN

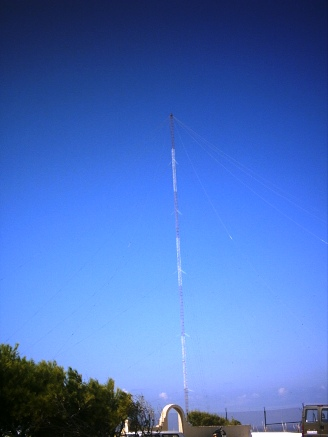
Antena transmissora Loran-C

O sistema LORAN (acrónimo de LOng RAnge Navigation) é um sistema terrestre de radionavegação, baseado na utilização de emissões coordenadas de impulsos radioeléctricos de ondas médias ("Medium Frequency" ou MF) ou longas ("Low Frequency" ou LF).
As desvantagens da radiogoniometria levaram ao desenvolvimento de sistemas de radionavegação mais precisos e de maior simplicidade de operação. Um deles foi o LORAN-A, também conhecido por "Standard LORAN" ou "Loomis", desenvolvido durante a Segunda Guerra Mundial, que operava em MF.
Ao final do conflito, as cadeias LORAN-A já cobriam quase toda a costa norte-americana (oceanos Atlântico e Pacífico), as costas da Europa Ocidental, o Pacífico Oriental (Ásia), a baía de Bengala e o norte da Austrália.
Em 1965, a OTAN estabeleceu, em Portugal, uma cadeia integrada por quatro estações:
- Estação LORAN de Sagres
- Estação LORAN das Flores
- Estação LORAN de Santa Maria e
- Estação LORAN de Porto Santo

Entretanto, desde o final da década de 1950, os militares estadunidenses já vinham a estudar a substituição do sistema LORAN-A por um sistema semelhante, o LORAN-C, operando numa frequência mais baixa (LF). 
Navios e aviões de múltiplos países utilizam esta forma de navegação, principalmente os dos Estados Unidos da América, os do Japão e os de vários Estados europeus. A antiga URSS e os países do Pacto de Varsóvia usavam um sistema semelhante, designado por CHAYKA, posteriormente substituído pelo sistema ALPHA.
O sistema LORAN foi substituído na década de 1970 pelo sistema de radionavegação OMEGA, mais simples e preciso, que por sua vez foi substituído pelo INS ("Inertial Navigation System").
Actualmente a utilização desses sistemas encontra-se em declínio devido ao emprego crescente do sistema GPS.